# Густав Зушнігг
Густав Зушнігг (нім. Gustav Suschnigg; 2 грудня 1886, Ґрац — серпень 1944) — австро-угорський, австрійський і німецький офіцер, генерал-майор вермахту.

## Біографія
18 серпня 1906 року вступив у австро-угорську армію. Учасник Першої світової війни, після завершення якої продовжив службу в австрійській армії. Після аншлюсу 15 березня 1938 року автоматично перейшов у вермахт. З 12 липня 1938 року — навчальний керівник в місті Шпітталь-ан-дер-Драу. З 1 квітня 1941 року — командир 194-ї прикордонної ділянки, з 23 квітня 1941 по 28 лютого 1943 року — 738-го піхотного полку. 10 березня 1943 року відряджений до головнокомандувача у Франції, 26 березня — німецького генерала в Хорватії. З 1 квітня 1943 року — командир навчального полігону Брод. 31 липня 1943 року знятий з посади за станом здоров'я і відправлений на тривале лікування. 20 квітня 1944 року переданий в розпорядження інспектора сухопутних військ збройних сил Хорватії. 20 липня 1944 року відряджений до головнокомандувача на Південному Сході, 15 серпня 1944 року — у Франції. Зник безвісти.

## Звання
- Кадет-заступник офіцера (18 червня 1906)
- Лейтенант (1 листопада 1909)
- Оберлейтенант (1 травня 1914)
- Гауптман (1 травня 1917)
- Титулярний майор (7 липня 1921)
- Майор (18 січня 1928)
- Оберстлейтенант (18 грудня 1934)
- Оберстлейтенант служби комплектування (1 серпня 1938)
- Оберстлейтенант (15 грудня 1938)
- Оберст (1 червня 1939)
- Генерал-майор (1 лютого 1943)

## Нагороди
- Ювілейний хрест
- Почесний знак Австрійського Червоного Хреста 2-го класу
- Бронзова і срібна медаль «За військові заслуги» (Австро-Угорщина) з мечами
- Хрест «За військові заслуги» (Австро-Угорщина) 3-го класу з військовою відзнакою і мечами
- Орден Франца Йосифа, лицарський хрест з військовою відзнакою
- Військовий Хрест Карла
- Пам'ятна військова медаль (Австрія) з мечами
- Пам'ятна військова медаль (Угорщина) з мечами
- Почесний знак «За заслуги перед Австрійською Республікою», золотий знак
- Хрест «За вислугу років» (Австрія) 2-го класу для офіцерів (25 років)
- Почесний хрест ветерана війни з мечами
- Медаль «За вислугу років у Вермахті» 4-го, 3-го, 2-го і 1-го класу (25 років)
- Хрест Воєнних заслуг 2-го класу з мечами (24 грудня 1940)
- Залізний хрест
  - 2-го класу (15 квітня 1941)
  - 1-го класу (25 квітня 1941)
- Нагрудний знак «За поранення» в чорному (22 червня 1942)
- Військовий орден Залізного трилисника 2-го класу з дубовим листям (Незалежна Держава Хорватія; 10 квітня 1943)